# Athetis tristis
Athetis tristis är en fjärilsart som beskrevs av Bremer 1864. Athetis tristis ingår i släktet Athetis och familjen nattflyn. Inga underarter finns listade i Catalogue of Life.